# 군북중학교 축구부
군북중학교 축구부는 군북중학교의 축구부로 경남 FC의 U-15팀이다.

## 역사
2011년 10월 14일에 군북중학교 축구부를 창단 했으며 초대 감독은 김해중학교의 수석코치였던 최기성씨가 맡았으다. 또한 총 축구부 인원은 15명으로 시작하였으며 현재 프로축구단인 경남 FC의 U-15팀으로 활동 중이다.

## 같이 보기
- 군북중학교
- 경남 FC
- 진주고등학교 축구부
- 경남 FC U-12팀